# Pluzunet
Pluzunet é uma comuna francesa na região administrativa da Bretanha, no departamento Côtes-d'Armor. Estende-se por uma área de 22,69 km². Em 2010 a comuna tinha 983 habitantes (densidade: 43,3 hab./km²).